# 2022-es atlétikai világbajnokság
A 2022-es atlétikai világbajnokság rendezési jogát 2015 áprilisában a Nemzetközi Atlétikai Szövetség (IAAF) pekingi ülésén kapta meg az amerikai Eugene. 2020 márciusában bejelentették, hogy a 2020. évi nyári olimpiai játékok elhalasztása miatt, az eredetileg 2021 augusztus 6. és 15. között megrendezendő világbajnokságnak új időpontot kerestek. Áprilisban nyilvánosságra hozták, hogy a világbajnokságot 2022. július 15. és 24. között rendezik meg.

## A magyar sportolók eredményei
Magyarország a világbajnokságon 2 sportolóval képviselteti magát.

## Eredmények
- WR – világrekord
- CR – világbajnoki rekord
- AR – kontinens rekord
- NR – országos rekord
- PB – egyéni rekord
- WL – az adott évben aktuálisan a világ legjobb eredménye
- SB – az adott évben aktuálisan az egyéni legjobb eredmény

A váltóknál a csillaggal jelölt versenyzők az előfutamokban szerepeltek.

### Férfi

#### Futó- és gyaloglószámok
| Versenyszám     | Arany | Arany          | Ezüst | Ezüst       | Bronz | Bronz       |
| --------------- | --- | -------------- | --- | ----------- | --- | ----------- |
| 100 m           | Fred Kerley · Egyesült Államok                                                                                          | 9,86           | Marvin Bracy · Egyesült Államok                                                                                    | 9,88        | Trayvon Bromell · Egyesült Államok                                                                       | 9,88        |
| 200 m           | Noah Lyles · Egyesült Államok                                                                                           | 19,31 WL, NR   | Kenny Bednarek · Egyesült Államok                                                                                  | 19,77 SB    | Erriyon Knighton · Egyesült Államok                                                                      | 19,80       |
| 400 m           | Michael Norman · Egyesült Államok                                                                                       | 44,29          | Kirani James · Grenada                                                                                             | 44,48       | Matthew Hudson-Smith · Nagy-Britannia                                                                    | 44,66       |
| 800 m           | Emmanuel Korir · Kenya                                                                                                  | 1:43,71 SB     | Djamel Sedjati · Algéria                                                                                           | 1:44,14     | Marco Arop · Kanada                                                                                      | 1:44,28     |
| 1500 m          | Jake Wightman · Nagy-Britannia                                                                                          | 3:29,23 WL, PB | Jakob Ingebrigtsen · Norvégia                                                                                      | 3:29,47 SB  | Mohamed Katir · Spanyolország                                                                            | 3:29,90 SB  |
| 5000 m          | Jakob Ingebrigtsen · Norvégia                                                                                           | 13:09,24       | Jacob Krop · Kenya                                                                                                 | 13:09,98    | Oscar Chelimo · Uganda                                                                                   | 13:10,20 SB |
| 10 000 m        | Joshua Cheptegei · Uganda                                                                                               | 27:27,43 SB    | Stanley Waithaka Mburu · Kenya                                                                                     | 27:27,90 SB | Jacob Kiplimo · Uganda                                                                                   | 27:27,97 SB |
| Maraton         | Tamirat Tola · Etiópia                                                                                                  | 2:05:36 CR     | Mosinet Geremew · Etiópia                                                                                          | 2:06:44     | Bashir Abdi · Belgium                                                                                    | 2:06:48     |
| 110 m gát       | Grant Holloway · Egyesült Államok                                                                                       | 13,03          | Trey Cunningham · Egyesült Államok                                                                                 | 13,08       | Asier Martínez · Spanyolország                                                                           | 13,17 PB    |
| 400 m gát       | Alison dos Santos · Brazília                                                                                            | 46,29 CR, AR   | Rai Benjamin · Egyesült Államok                                                                                    | 46,89 SB    | Trevor Bassitt · Egyesült Államok                                                                        | 47,39 PB    |
| 3000 m akadály  | Soufiane El Bakkali · Marokkó                                                                                           | 8:25,13        | Lamecha Girma · Etiópia                                                                                            | 8:26,01     | Conseslus Kipruto · Kenya                                                                                | 8:27,92     |
| 20 km gyaloglás | Jamanisi Tosikazu · Japán                                                                                               | 1:19:07        | Ikeda Kóki · Japán                                                                                                 | 1:19:14     | Perseus Karlström · Svédország                                                                           | 1:19:18     |
| 35 km gyaloglás | Massino Stano · Olaszország                                                                                             | 2:23:14 CR, NR | Kavano Maszatora · Japán                                                                                           | 2:23:15 AR  | Perseus Karlström · Svédország                                                                           | 2:23:44 PB  |
| 4 × 100 m váltó | Kanada · Aaron Brown · Jerome Blake · Brendon Rodney · Andre De Grasse                                                  | 37,48 WL, NR   | Egyesült Államok · Christian Coleman · Noah Lyles · Elijah Hall · Marvin Bracy                                     | 37,55 SB    | Nagy-Britannia · Jona Efoloko · Zharnel Hughes · Nethaneel Mitchell-Blake · Reece Prescod · Adam Gemili* | 37,83 SB    |
| 4 × 400 m váltó | Egyesült Államok · Elija Godwin · Michael Norman · Bryce Deadmon · Champion Allison · Vernon Norwood* · Trevor Bassitt* | 2:56,17 WL     | Jamaica · Akeem Bloomfield · Nathon Allen · Jevaughn Powell · Christopher Taylor · Karayme Bartley* · Anthony Cox* | 2:58,58     | Belgium · Dylan Borlée · Julien Watrin · Alexander Doom · Kevin Borlée · Jonathan Sacoor*                | 2:58,72     |

#### Ugró- és dobószámok
| Versenyszám   | Arany                              | Arany      | Ezüst                                    | Ezüst      | Bronz                               | Bronz      |
| ------------- | ---------------------------------- | ---------- | ---------------------------------------- | ---------- | ----------------------------------- | ---------- |
| Magasugrás    | Mutaz Essa Barsim · Katar          | 2,37 m WL  | U Szanghjok (Woo Sang-hyeok) · Dél-Korea | 2,35 m NR  | Andrij Procenko · Ukrajna           | 2,33 m SB  |
| Rúdugrás      | Armand Duplantis · Svédország      | 6,21 m WR  | Chris Nilsen · Egyesült Államok          | 5,94 m     | Ernest John Obiena · Fülöp-szigetek | 5,94 m AR  |
| Távolugrás    | Vang Csia-nan (Wang Jianan) · Kína | 8,36 m SB  | Miltiádisz Tendóglu · Görögország        | 8,32 m     | Simon Ehammer · Svájc               | 8,16 m     |
| Hármasugrás   | Pedro Pichardo · Portugália        | 17,95 m WL | Hugues Fabrice Zango · Burkina Faso      | 17,55 m SB | Csu Ja-ming (Zhu Yaming) · Kína     | 17,31 m SB |
| Súlylökés     | Ryan Crouser · Egyesült Államok    | 22,94 m CR | Joe Kovacs · Egyesült Államok            | 22,89 m SB | Josh Awotunde · Egyesült Államok    | 22,29 m PB |
| Diszkoszvetés | Kristjan Čeh · Szlovénia           | 71,13 m CR | Mykolas Alekna · Litvánia                | 69,27 m    | Andrius Gudžius · Litvánia          | 67,55 m    |
| Gerelyhajítás | Anderson Peters · Grenada          | 90,54 m    | Neeraj Chopra · India                    | 88,13 m    | Jakub Vadlejch · Csehország         | 88,09 m    |
| Kalapácsvetés | Paweł Fajdek · Lengyelország       | 81,98 m WL | Wojciech Nowicki · Lengyelország         | 81,03 m    | Eivind Henriksen · Norvégia         | 80,87 m SB |

#### Összetett atlétikai versenyszámok
| Versenyszám | Arany                       | Arany        | Ezüst                  | Ezüst        | Bronz                          | Bronz        |
| ----------- | --------------------------- | ------------ | ---------------------- | ------------ | ------------------------------ | ------------ |
| Tízpróba    | Kevin Mayer · Franciaország | 8816 pont SB | Pierce LePage · Kanada | 8701 pont PB | Zach Ziemek · Egyesült Államok | 8676 pont PB |

### Női

#### Futó- és gyaloglószámok
| Versenyszám     | Arany | Arany            | Ezüst | Ezüst       | Bronz                                                                                            | Bronz       |
| --------------- | --- | ---------------- | --- | ----------- | ------------------------------------------------------------------------------------------------ | ----------- |
| 100 m           | Shelly-Ann Fraser-Pryce · Jamaica | 10,67 CR         | Shericka Jackson · Jamaica | 10,73 PB    | Elaine Thompson-Herah · Jamaica                                                                  | 10,81       |
| 200 m           | Shericka Jackson · Jamaica | 21,45 CR, NR, WL | Shelly-Ann Fraser-Pryce · Jamaica | 21,81 SB    | Dina Asher-Smith · Nagy-Britannia                                                                | 22,02       |
| 400 m           | Shaunae Miller-Uibo · Bahama-szigetek | 49,11 WL         | Marileidy Paulino · Dominikai Köztársaság | 49,60       | Sada Williams · Barbados                                                                         | 49,75 NR    |
| 800 m           | Athing Mu · Egyesült Államok | 1:56,30 WL       | Keely Hodgkinson · Nagy-Britannia | 1:56,38 SB  | Mary Moraa · Kenya                                                                               | 1:56,71 PB  |
| 1500 m          | Faith Kipyegon · Kenya | 3:52,96          | Gudaf Tsegay · Etiópia | 3:54,52     | Laura Muir · Nagy-Britannia                                                                      | 3:55,28 SB  |
| 5000 m          | Gudaf Tsegay · Etiópia | 14:46,29         | Beatrice Chebet · Kenya | 14:46,75 SB | Dawit Seyaum · Etiópia                                                                           | 14:47,36    |
| 10 000 m        | Letesenbet Gidey · Etiópia | 30:09,94 WL      | Hellen Obiri · Kenya | 30:10,02 PB | Margaret Kipkemboi · Kenya                                                                       | 30:10,07 PB |
| Maraton         | Gotytom Gebreslase · Etiópia | 2:18:11 CR       | Judith Korir · Kenya | 2:18:20 PB  | Lonah Salpeter · Izrael                                                                          | 2:20:18     |
| 100 m gát       | Tobi Amusan · Nigéria | 12,06            | Britany Anderson · Jamaica | 12,23       | Jasmine Camacho-Quinn · Puerto Rico                                                              | 12,23       |
| 400 m gát       | Sydney McLaughlin · Egyesült Államok | 50,68 WR         | Femke Bol · Hollandia | 52,27 SB    | Dalilah Muhammad · Egyesült Államok                                                              | 53,13 SB    |
| 3000 m akadály  | Norah Jeruto · Kazahsztán | 8:53,02 CR, WL   | Werkuha Getachew · Etiópia | 8:54,61 NR  | Mekides Abebe · Etiópia                                                                          | 8:56,08 PB  |
| 20 km gyaloglás | Kimberly García · Peru | 1:26:58 NR       | Katarzyna Zdziebło · Lengyelország | 1:27:31 NR  | Csie-jang Si-csie (Qieyang Shijie) · Kína                                                        | 1:27:56     |
| 35 km gyaloglás | Kimberly García · Peru | 2:39:16 CR, AR   | Katarzyna Zdziebło · Lengyelország | 2:40:03 PB  | Csie-jang Si-csie (Qieyang Shijie) · Kína                                                        | 2:40:37 AR  |
| 4 × 100 m váltó | Egyesült Államok · Melissa Jefferson · Abby Steiner · Janna Prandini · Twanisha Terry · Aleia Hobbs*                                            | 41,14 WL         | Jamaica · Kemba Nelson · Elaine Thompson-Herah · Shelly-Ann Fraser-Pryce · Shericka Jackson · Briana Williams* · Natalliah Whyte* · Remona Burchell* | 41,18 SB    | Németország · Tatjana Pinto · Alexandra Burghardt · Gina Lückenkemper · Rebekka Haase            | 42,03 SB    |
| 4 × 400 m váltó | Egyesült Államok · Talitha Diggs · Abby Steiner · Britton Wilson · Sydney McLaughlin · Allyson Felix* · Kaylin Whitney* · Jaide Stepter Baynes* | 3:17,79 WL       | Jamaica · Candice McLeod · Janieve Russell · Stephanie Ann McPherson · Charokee Young · Stacey-Ann Williams* · Junelle Bromfield* · Tiffany James*   | 3:20,74 SB  | Nagy-Britannia · Victoria Ohuruogu · Nicole Yeargin · Jessie Knight · Laviai Nielsen · Ama Pipi* | 3:22,64 SB  |

#### Ugró- és dobószámok
| Versenyszám   | Arany                              | Arany      | Ezüst                              | Ezüst      | Bronz                                | Bronz     |
| ------------- | ---------------------------------- | ---------- | ---------------------------------- | ---------- | ------------------------------------ | --------- |
| Magasugrás    | Eleanor Patterson · Ausztrália     | 2,02 m =AR | Jaroszlava Mahucsih · Ukrajna      | 2,02 m     | Elena Vallortigara · Olaszország     | 2,00 m SB |
| Rúdugrás      | Katie Nageotte · Egyesült Államok  | 4,85 m WL  | Sandi Morris · Egyesült Államok    | 4,85 m WL  | Nina Kennedy · Ausztrália            | 4,80 m SB |
| Távolugrás    | Malaika Mihambo · Németország      | 7,12 m SB  | Ese Brume · Nigéria                | 7,02 m SB  | Leticia Oro Melo · Brazília          | 6,89 m PB |
| Hármasugrás   | Yulimar Rojas · Venezuela          | 15,47 m WL | Shanieka Ricketts · Jamaica        | 14,89 SB   | Tori Franklin · Egyesült Államok     | 14,72 SB  |
| Súlylökés     | Chase Ealey · Egyesült Államok     | 20,49 m    | Kung Li-csiao (Gong Lijiao) · Kína | 20,39 m    | Jessica Schilder · Hollandia         | 19,77 m   |
| Diszkoszvetés | Feng Pin (Feng Bin) · Kína         | 69,12 m PB | Sandra Perković · Horvátország     | 68,45 m SB | Valarie Allman · Egyesült Államok    | 68,30 m   |
| Gerelyhajítás | Kelsey-Lee Barber · Ausztrália     | 66,91 WL   | Kara Winger · Egyesült Államok     | 64,05      | Kitagucsi Haruka · Japán             | 63,27     |
| Kalapácsvetés | Brooke Andersen · Egyesült Államok | 78,96 m    | Camryn Rogers · Kanada             | 75,52 m    | Janee Kassanavoid · Egyesült Államok | 74,86 m   |

#### Összetett atlétikai versenyszámok
| Versenyszám | Arany                      | Arany        | Ezüst                    | Ezüst        | Bronz                        | Bronz   |
| ----------- | -------------------------- | ------------ | ------------------------ | ------------ | ---------------------------- | ------- |
| Hétpróba    | Nafissatou Thiam · Belgium | 6947 pont WL | Anouk Vetter · Hollandia | 6867 pont NR | Anna Hall · Egyesült Államok | 6755 PB |

### Vegyes
| Versenyszám     | Arany                                                                                                | Arany      | Ezüst                                                                                            | Ezüst      | Bronz                                                                                                 | Bronz      |
| --------------- | --- | ---------- | ------------------------------------------------------------------------------------------------ | ---------- | --- | ---------- |
| 4 × 400 m váltó | Dominikai Köztársaság · Fiordaliza Cofil · Lidio Andrés Feliz · Alexander Ogando · Marileidy Paulino | 3:09,82 WL | Hollandia · Femke Bol · Liemarvin Bonevacia · Tony van Diepen · Lieke Klaver · Eveline Saalberg* | 3:09,90 NR | Egyesült Államok · Allyson Felix · Elija Godwin · Vernon Norwood · Kennedy Simon · Wadeline Jonathas* | 3:10,16 SB |

### Csapat
| Versenyszám   | Arany            | Arany    | Ezüst   | Ezüst    | Bronz   | Bronz    |
| ------------- | ---------------- | -------- | ------- | -------- | ------- | -------- |
| Csapatverseny | Egyesült Államok | 328 pont | Jamaica | 110 pont | Etiópia | 106 pont |